# Italcementi

Logo societario precedente

Italcementi S.p.A. fondata nel 1864, è un'azienda italiana di materiali da costruzione con una capacità produttiva di oltre 60 milioni di tonnellate di cemento annue, diventando il quinto produttore di cemento a livello mondiale.
La società è stata quotata presso la Borsa di Milano dal 1874 fino all'11 ottobre 2016, venendo revocata dal giorno successivo, in seguito al successo dell'OPA, lanciata da HeidelbergCement France a 10,60 euro per azione. Da allora è controllata dal gruppo tedesco HeidelbergCement con il 96,3% del capitale.

## Storia

### Le origini
- 1864: Viene costituita la Società Bergamasca per la Fabbricazione del Cemento e della Calce idraulica.
- 1925: La società viene quotata presso la Borsa di Milano
- 1964: A cento anni dalla nascita la società è al tredicesimo posto per fatturato in Italia, con 28 cementerie e 8 consociate.
- 1992: Viene acquisita Ciments Français, una società due volte più grande di Italcementi. Il nuovo Gruppo diventa uno tra i leader mondiali del settore. Si tratta della più rilevante acquisizione industriale realizzata all'estero da una società italiana
- 1997: Calcestruzzi viene acquisita in Italia, per completare l'integrazione a valle nel core business del calcestruzzo. Vengono definiti il nuovo marchio e la corporate identity di Italcementi Group.
- 1998: Strategia di internazionalizzazione verso i paesi emergenti: Marocco, Bulgaria, Kazakistan e Tailandia.
- 2001: Joint-venture con Zuari Industries in India. Italcementi diventa azionista rilevante di Suez Cement, il principale produttore egiziano.
- 2005: Espansione nel mercato egiziano: il Gruppo diventa il principale operatore nel Paese con una quota di oltre il 30% del mercato. Accordo di collaborazione firmato con Arabian Cement Company (Arabia Saudita).
- 2006: Acquisizione della totalità di Zuari Cementin India. Nuovo accordo di sviluppo in Kazakistan.
- 2007: Acquisizione di Fuli Cement in Cina e Hilal Cement in Kuwait. Joint venture nel settore del calcestruzzo con Arabian Cement Company. Italcementi entra nei Dow Jones Sustainability Indexes.
- 2008: Ulteriori acquisizioni nel settore del calcestruzzo negli Stati Uniti e in Kuwait.
- 2010: Italcementi è inclusa nel “Sustainability Yearbook” presentata annualmente da SAM (Sustainable Asset Management) ottenendo il premio “Bronze Class” nel 2010 e “Silver Class” nel 2011
- 2011: La filiale turca Set Group è ceduta a Limak Holding.
- 2012: Inaugurazione di i.lab, il nuovo centro Ricerca e Innovazione del Gruppo.
- 2015: È stato raggiunto un accordo di compravendita con l'azienda tedesca HeidelbergCement
- 2016: Il gruppo tedesco HeidelbergCement dopo l'acquisizione da Italmobiliare S.p.A. e il successo dell'OPA controlla interamente Italcementi.

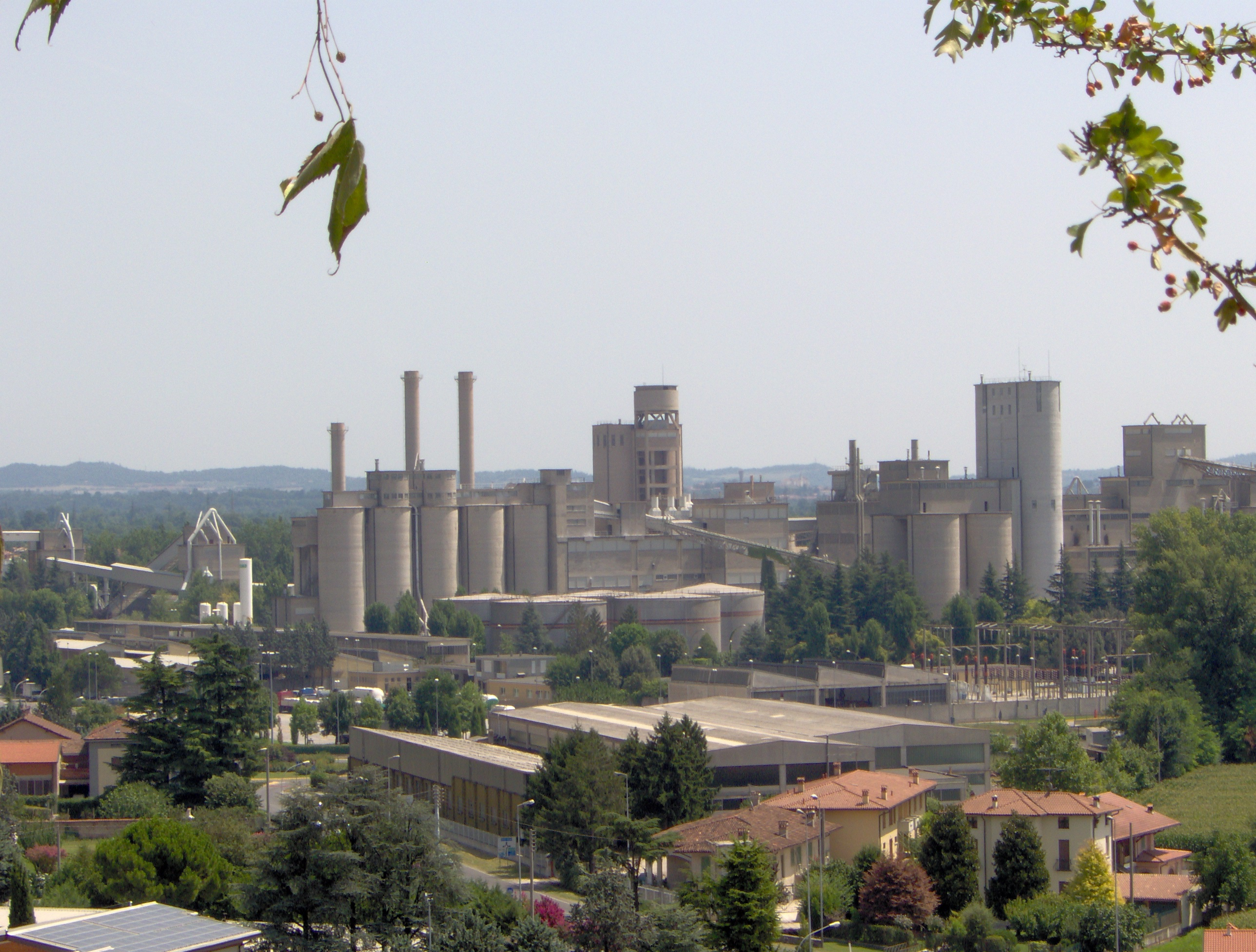
Stabilimento Italcementi di Rezzato prima del revamping del 2012-2017.

Le radici di Italcementi affondano nella Società Bergamasca per la Fabbricazione del Cemento e della Calce Idraulica, nata su iniziativa di Giuseppe Piccinelli (4 dicembre 1832 - 24 dicembre 1910) che, sulle orme del successo di una fabbrica di calce a Palazzolo sull'Oglio, decide di avviare una propria produzione di leganti idraulici.
La prima cottura nel forno di Scanzo avviene l'8 febbraio 1864. Il prodotto, macinato da un mugnaio in un mulino ad acqua, dà come risultato un cemento idraulico che dimostra, per i tempi, proprietà straordinarie. Il cemento di Scanzo si diffonde rapidamente e viene utilizzato per la realizzazione di diverse grandi opere, tra cui il ponte sul fiume Adda, realizzato con 16 archi a Rivolta d'Adda (Lombardia), la stazione ferroviaria di Santa Lucia a Venezia, dove è decisiva l'efficacia del legante anche sott'acqua e il Canale di Suez in Egitto (una presenza nel mercato egiziano che tornerà poi in modo significativo nella storia del Gruppo). Nel giro di soli due anni la produzione raggiunge le 7 000 tonnellate di cemento e si amplia ulteriormente con l'acquisto, nel 1873, della originaria concorrente di Palazzolo.
Agli inizi del Novecento, la gestione passa nelle mani dei fratelli Pesenti che fondono la loro società Fabbrica Cementi e Calci Idrauliche Fratelli Pesenti fu Antonio con la società creata da Piccinelli; nasce così un Gruppo che può contare su 12 cementerie con più di 1.500 addetti e con una produzione di oltre 210 000 tonnellate.

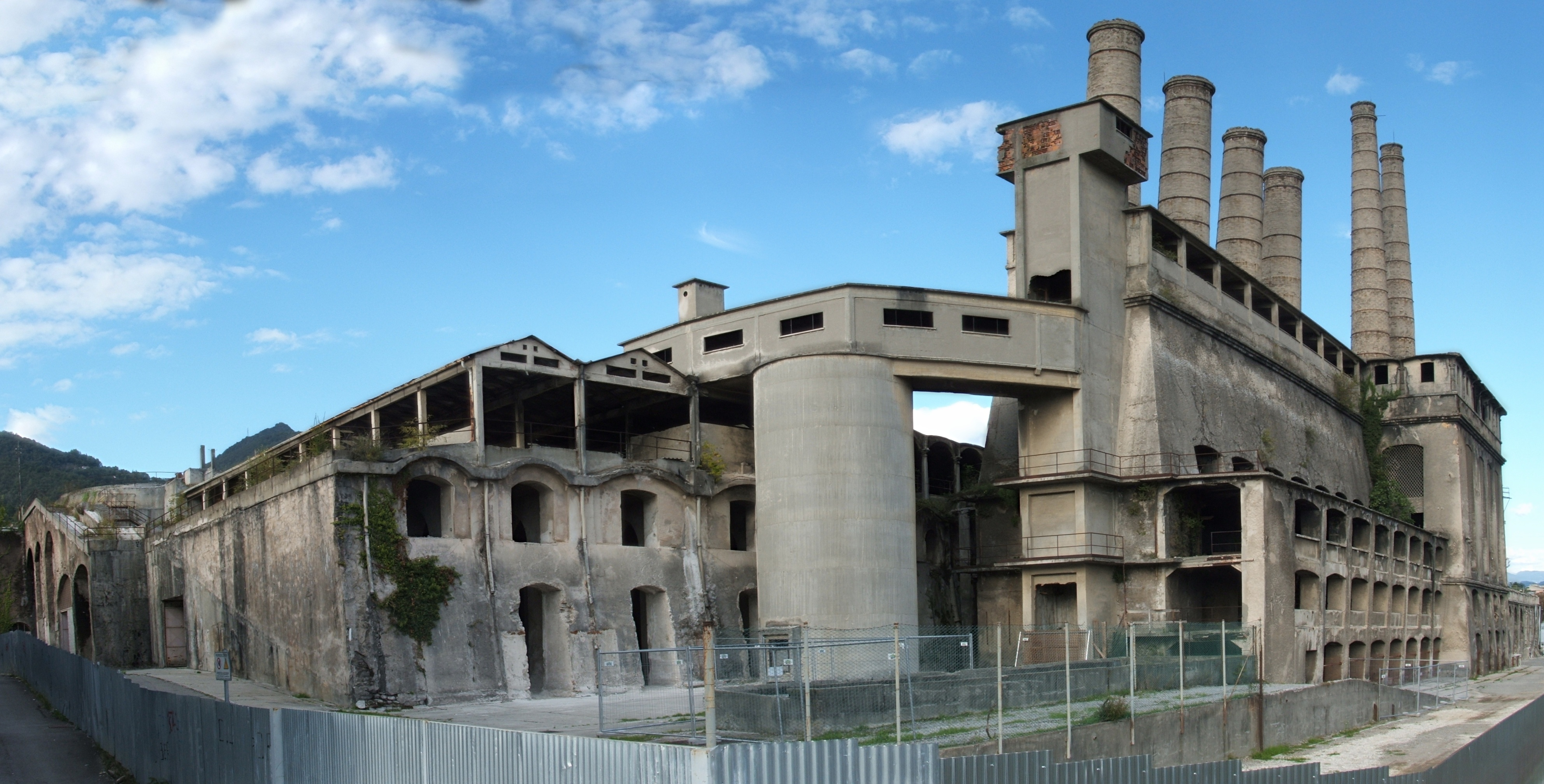
L'ex cementificio di Alzano Lombardo.

Nel 1927, poco più di sessanta anni dopo la nascita e con il titolo già quotato in Borsa da 2 anni, la società assume la sua attuale ragione sociale: le cementerie sono 33 con una produzione di 1,8 milioni di tonnellate, pari al 44% del mercato nazionale. Il governo di questa crescita è affidato a Cesare Pesenti, che, intuisce, per primo, la necessità di garantirsi un approvvigionamento continuo di energia a costi competitivi per gli impianti, ottenuta soprattutto attraverso le centrali idroelettriche. Centrali che nel corso della storia di Italcementi hanno visto un importante sviluppo fino alla nascita, nel 2001, di Italgen, che attualmente conta 14 centrali idroelettriche interconnesse attraverso una rete di circa 400 chilometri di elettrodotti e un impianto fotovoltaico in Emilia-Romagna, più altri impianti all'estero.
Già negli anni Venti, Italcementi indirizza la propria strategia industriale verso due direzioni: sviluppo di nuovi prodotti, adozione di nuovi processi, nuovi sistemi di lavorazione e miglioramenti qualitativi della produzione.
Nel periodo fra le due guerre, il Gruppo prosegue nell'espansione a tappe, prima fra tutte la Società Anonima Fabbrica Calce e Cemento di Casale, il principale concorrente dotato di impianti di produzione con tecnologie innovative per l'epoca.
Nei primi anni quaranta le redini passano a Carlo Pesenti, che con il cugino Antonio rappresenta l'impegno della terza generazione della famiglia. Il suo dinamismo porterà allo sviluppo della società e più in generale alla crescita dell'imprenditoria italiana. Nel 1946 il Gruppo si riorganizza con la creazione di tre nuove società: Sacelit, Società Calci Idrate d'Italia e Italmobiliare.
A quest'ultima (che nel 1979 passa da controllata a controllante di Italcementi) vengono assegnate le partecipazioni azionarie non legate al core business che nel tempo includeranno assicurazioni, banche, industrie e giornali.

### Il centenario
Al giro di boa del centenario, nel 1964, Italcementi può contare su 8 consociate e 28 stabilimenti. Ha una produzione di 7,5 milioni di tonnellate e occupa il tredicesimo posto fra le società nazionali per fatturato.
Alla fase di espansione, sostenuta dal ciclo positivo dell'edilizia, segue negli anni settanta un periodo più critico legato alle difficoltà connesse alla crisi petrolifera e alla conseguente esplosione dell'inflazione e dei tassi di interesse.
Nel 1984, alla scomparsa del padre, la guida viene assunta da Giampiero Pesenti - già Direttore Generale - che decide di concentrare il Gruppo sul core business, avviando un piano per la riduzione dell'indebitamento attraverso il contenimento dei costi, la cessione di alcune attività e lo sviluppo di nuove sinergie.
Il Gruppo ha intanto raggiunto il livello di 14 milioni di tonnellate di produzione, impiegando 6.500 dipendenti.

### La presenza globale

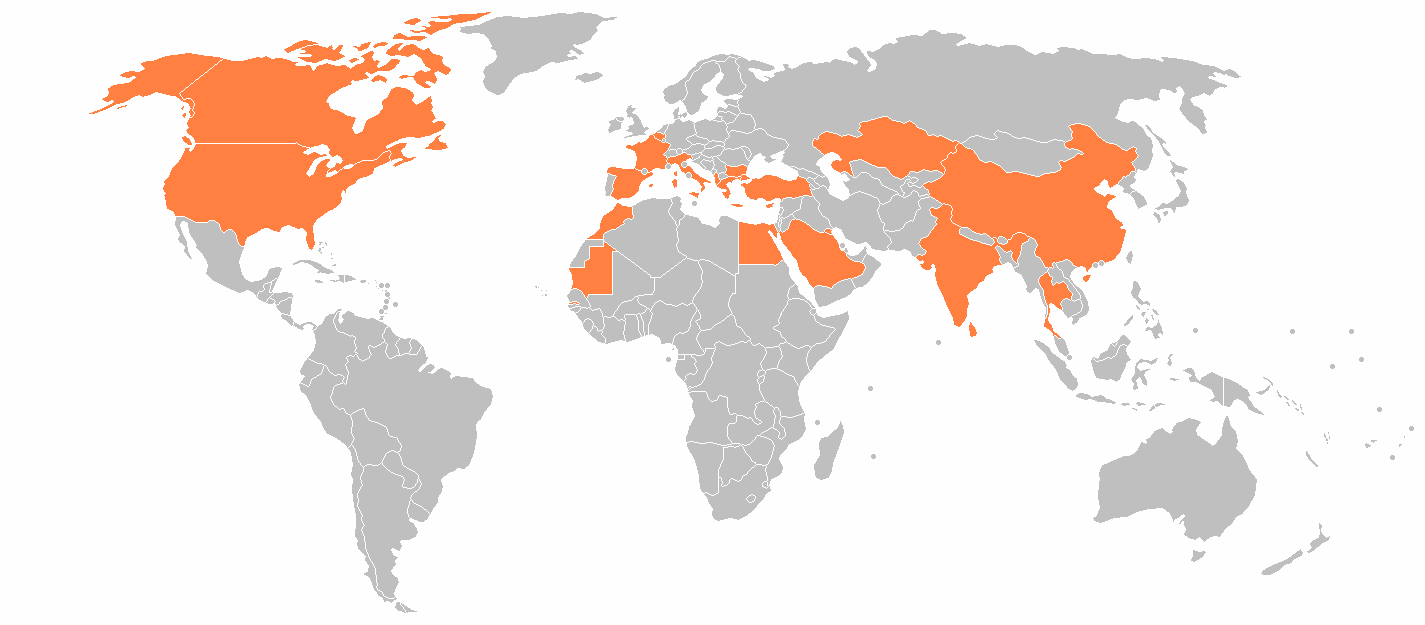
Paesi in cui è presente Italcementi

Alla fine degli anni ottanta, Italcementi avvia le prime iniziative di internazionalizzazione; ma è con l'acquisizione di Ciments Français, nell'aprile del 1992, che si realizza in un sol colpo il processo di globalizzazione della società.
Un'operazione che racchiude tre primati: si tratta della più rilevante acquisizione industriale realizzata all'estero da un gruppo italiano; è il più importante aumento di capitale (5 miliardi di vecchi franchi francesi pari a 762 milioni di euro) effettuato alla Borsa di Parigi ed è il più rapido aumento di dimensioni mai registrato da una società industriale italiana, che passa da un fatturato pre-acquisizione di 1.500 miliardi di lire (775 milioni di euro) a un giro d'affari consolidato di oltre 5 000 miliardi (2.582 milioni di euro) del nuovo Gruppo.
L'acquisizione - che ha richiesto un impegno di circa 1.500 miliardi di lire (775 milioni di euro) - cambia la fisionomia del Gruppo: il peso dell'Italia sui ricavi scende dal 97% al 27,5%, le cementerie salgono a 51, le centrali di calcestruzzo a circa 500 e i dipendenti, dislocati in 13 paesi, sono oltre 20.000.
Come primo processo di integrazione, a fianco del Comitato Esecutivo che delinea le linee strategiche, nasce il CTG - Centro Tecnico di Gruppo - a cui è demandata tutta l'attività di sviluppo della performance degli impianti e la ricerca, da sempre uno degli impegni irrinunciabili nella storia di Italcementi. Mentre in Italia viene portata a termine, nel 1997, l'acquisizione di Calcestruzzi, l'attenzione del Gruppo, si focalizza sullo sviluppo nei paesi emergenti, nella logica di diversificare i mercati verso aree geografiche con maggiori potenziali di crescita.
I primi passi sono rivolti verso l'Europa dell'Est (Bulgaria), ampliando l'orizzonte verso Oriente dove vengono acquisite nuove società in Kazakistan e in Thailandia. La tappa successiva è il posizionamento in India, che rappresenta il terzo mercato mondiale del cemento. Dai piani di sviluppo non resta escluso il continente africano: al rafforzamento della presenza in Marocco si affianca lo sbarco in Egitto. Nel giugno 2007, il Gruppo Italcementi, con l'acquisizione di Fuping Cement, entra nel mercato cinese e nell'agosto 2007 sbarca in Kuwait diventando il primo azionista di Hilal Cement società quotata al Kuwait Stock Exchange.
Nel 2015 è stato raggiunto un accordo di compravendita con il gruppo tedesco HeidelbergCement che dalla fine del 2016, dopo l'acquisizione da Italmobiliare S.p.A. per 1,7 miliardi di euro (con una plusvalenza per Pesenti stimata in 800 milioni) e il successo dell'OPA, controlla interamente Italcementi. In merito all'OPA, nel 2018 la Consob sanzionerà l'ex vicepresidente dell'azienda e in seguito multerà per 900.000 euro e sequestro di beni due intermediari di Panama e un dirigente della società.

## i.lab
i.lab è il nuovo Centro Ricerca e Innovazione, è un progetto dell'architetto americano Richard Meier. L'edificio, collocato nel Parco Scientifico Tecnologico Kilometro Rosso di Bergamo si estende su uno spazio di 23.000 m², con 7.500 m² dedicati alla ricerca e innovazione dove lavoreranno circa un centinaio di ricercatori.
Il progetto è stato realizzato da Richard Meier, che per le pareti dell'edificio ha utilizzato il TX Active, lo stesso tipo di cemento bianco usato per la Chiesa Dives in Misericordia a Roma.
Nel 2010 il progetto ha ricevuto il premio European Greenbuilding Award per la migliore realizzazione in Italia per l'efficienza energetica nella categoria Best New Building nell'ambito del progetto Intelligent Energy Europe dell'Agenzia Esecutiva per la Competitività e l'Innovazione (EACI).
L'edificio ha raggiunto il livello Platinum della certificazione LEED - Leadership in Energy and Environmental Design nel corso del 2012. L'inaugurazione è avvenuta il 16 aprile 2012 dopo il trasferimento nella struttura di tutti i ricercatori Italcementi.

## Materiali innovativi
Italcementi ha creato i.nova un contenitore in cui sono inclusi tutti i prodotti innovativi dell'azienda. Prodotti significativi per l'architettura e per lo sviluppo sostenibile.

### TX Active
Nel 2004 Italcementi annuncia la realizzazione di un cemento "Mangiasmog" grazie al biossido di titanio, che a contatto con l'aria trasforma gli agenti inquinanti in nitrato di sodio e calcio, tramite un processo di fotocatalisi. Con tale cemento fu realizzata la pavimentazione di via Borgo Palazzo, una delle strade principali della città di Bergamo.
TX Active è il principio attivo fotocatalitico per materiali cementizi, brevettato da Italcementi. I prodotti contenenti TX Active sono in grado di abbattere gli inquinanti organici e inorganici presenti nell'aria e conservano nel tempo la qualità estetica dei manufatti.
Il 18 novembre 2009 Italcementi Group, attraverso i laboratori del Centro Tecnico di Sviluppo, hanno testato e validato una formula che comprende due brevetti: TX Active e Rimac, ottenendo così un rivestimento cementizio fotocatalitico con proprietà di resistenza all'usura e agli agenti chimici.

### i.light
È un nuovo tipo di materiale cementizio che, legando particolari resine, consente di fabbricare pannelli che trasmettono la luce sia dall'interno che dall'esterno. Il materiale è stato utilizzato la prima volta per il Padiglione Italiano all'Expo 2010 di Shanghai.

### i.clime
I ricercatori di Italcementi hanno messo a punto un nuovo cemento termico in grado di ottimizzare le prestazioni termiche e igrometriche degli elementi costruttivi degli edifici, destinati a formare sia rivestimenti esterni che le pareti verticali interne e solai.

## Azionariato
Dal 12 ottobre 2016 Italcementi S.p.A. è quasi interamente controllata (96,3% del capitale) da HeidelbergCement France SAS, società appartenente al gruppo tedesco HeidelbergCement in cui il principale azionista è la famiglia Merkle con il 25,34%.

## Partecipazioni

### Prima del 2017
La Italcementi, prima dell'acquisizione da parte di HeidelbergCement France, controllava:
- Société Internationale Italcementi France S.a.s. (Parigi) - 99.9%; questa società controlla circa il 77% di Ciments Français S.A..
- Calcestruzzi S.p.A. (Bergamo) - 100%
  - Agli inizi del 2008 il gruppo Italcementi rimane coinvolto in un'inchiesta giudiziaria che ha portato la magistratura di Caltanissetta al sequestro preventivo dell'allora controllata Calcestruzzi S.p.A..
L'inchiesta ha successivamente portato la Direzione distrettuale antimafia di Caltanissetta, ad indagare l'amministratore delegato di Italcementi, per concorso in riciclaggio, impiego di denaro, beni o utilità di provenienza illecita, aggravati dall'avere avvantaggiato la mafia[11].
Con provvedimento del 20 aprile 2011, il Tribunale di Caltanissetta ha disposto la completa revoca del sequestro preventivo della Calcestruzzi S.p.A., con la contestuale restituzione del complesso aziendale agli azionisti aventi diritto.
L'ordinanza, emanata a seguito di istanza della difesa della società, si legge in una nota di Italcementi, riconosce la validità e l'efficacia dell'azione svolta da Calcestruzzi nell'attuazione del Piano di prescrizioni disposto dal Giudice nonché la chiara testimonianza di "una buona volontà da parte della società sottoposta al vincolo e della sua controllante".
Gli azionisti hanno dato mandato al management della società di proseguire con determinazione il percorso definito, con l'obiettivo che Calcestruzzi, quale azienda leader del settore, costituisca un punto di riferimento sul fronte della legalità e dell'etica d'impresa, anche a sostegno dell'azione della magistratura[12].
- Société Internationale Italcementi S.A. (Lussemburgo) - 100%
- Gruppo Italgen S.p.A. (Bergamo) 100% Azienda energetica del gruppo Italcementi
- BravoSolution S.p.A. (Bergamo) - 80,57%; società con filiali anche in USA, UK, Messico, S.p.A.gna, Francia, Germania, Paesi Bassi, Cina e UAE (United Arabian Emirates).
- C.T.G. S.p.A. (Bergamo) - 100%; il 50% è detenuto indirettamente tramite Ciments Francais S.A.
- Calcementi Jonici srl (Siderno) - 100%
- Axim Italia srl (Bergamo) - 100%
- Domiki Beton S.A. (Candia, GR) - 100%
- Gruppo Italsfusi S.r.l. (Savignano) - 100%
- Shqiperia Cement Company Shpk (Tirana) - 100%
- SICIL.FIN. S.r.l. (Bergamo) - 99,50%
- Silos Granari della Sicilia S.r.l. (Bergamo) - 100%
- Speedybeton S.p.A. (Pomezia) - 70%
- Betomar S.A. (Casablanca, MAR) - 99.99%
- Beton.Ata LLP (Almaty, KAZ) - 100%
- Gruppo Unibeton (Francia) - 100%
- Cementi e Calci di Santa Marinella S.r.l. (Bergamo) - 66%; fino al 2011
- Intercom s.r.l. 100%
- Terminal Rifiuti s.r.l. 100%
- Società Del Gres Ing. Sala S.p.A. 100%

Tramite Ciments Français controllava:
- Afyon Cimento Sanayi Tas (Istanbul) - 78%
- Asia Cement Public Co., Ltd (Bangkok) - 40%; la società controlla il 40% di Asia Cement Products Co., Ltd (Bangkok)
- Compagnie des Ciments Belges S.A. (Tournai, B) - 99,99%
- Compagnie Financière des Ciments S.A. (Tournai, B) - 99,99%
- Compagnie Financière et de Participations S.A. (Puteaux, F) - 99,99%
- Compagnie Financière des Ciments S.A. (Istanbul) - 78%
- Gruppo Essroc (USA) - 100%
- GSM S.A. (Guerville, F) - 99,99%
- Arena S.A. (Guerville, F) - 99,99%

Fonte: Bilancio consolidato Italcementi 2006

### A partire dal 2017
- Il 19 settembre 2017 Italcementi acquisisce per 350 milioni di euro le attività italiane della Cementir (gruppo Caltagirone), comprese le controllate Cementir Sacci e Betontir. Si tratta di 5 impianti di cemento a ciclo continuo e di 2 centri di macinazione di cemento.[13] Dieci giorni più tardi lo stabilimento Cementir di Taranto è stato posto sotto sequestro dalla magistratura: l'ipotesi è che abbia prodotto cemento meno resistente utilizzando ceneri destinate allo smaltimento.[14]

## Loghi
In base agli accordi la Italcementi conserva il suo logo anche dopo l'acquisizione di HeidelbergCement.